# 松房龍哉
松房 龍哉（まつふさ りゅうや、1998年11月4日 - ）は日本の男性プロレスラー。大阪府出身。大阪プロレス所属。血液型A型。

## 来歴
幼少期から大阪プロレスが主催していたプロレス教室に通い、2020年7月5日、道頓堀プロレスで三原一晃を相手にデビュー。
2023年4月、大阪プロレスに移籍。
同年、12月にタイガースマスクを破り、第2代大阪ライトヘビー級王座となる。

## 得意技
龍蟠虎踞
主なフィニッシャー。
雪崩式も使用する。
龍飛鳳舞
セントーンアトミコと同型。
我龍天睛
オリジナル技。

## タイトル歴
- 大阪ライトヘビー級王座(第2代)